# Università Northwood
L'Università Northwood (in inglese Northwood University) è un'università privata statunitense di Midland (Michigan), istituita nel 1959.

## Storia
La Northwood University è stata aperta come Northwood Institute nel 1959 da Arthur E. Turner e R. Gary Stauffer. 
Cento studenti si sono iscritti alla nuova scuola, che inizialmente si trovava in una villa del XIX secolo ad Alma, nel Michigan. 
Il Northwood Institute si trasferì a Midland, nel Michigan, nel 1961. I gesuiti gestirono un seminario noto come West Baden College presso l'ex West Baden Springs Hotel, nella contea di Orange, nell'Indiana, dal 1934 al giugno 1964, quando il calo delle iscrizioni forzò la chiusura della struttura. 
Vendettero la proprietà a una coppia del Michigan, che a sua volta la donò al Northwood Institute, che gestiva un campus satellite della loro scuola di gestione aziendale sotto la grande cupola della proprietà dal 1966 al 1983, quando fu chiusa. 
Nello stesso periodo in cui è rimasto aperto il campus dell'Indiana, è stata istituita una sede a Northwood in Texas.
Nel 1982, David E. Fry divenne presidente della scuola, viene ampliata l'offerta didattica e allestito il campus residenziale della Florida. 
La scuola è stata accreditata dalla Commissione per l'istruzione superiore ed è membro dell'Associazione dei college e delle scuole del North Central. 
Nel 1993, il nome è stato cambiato da Northwood Institute alla Northwood University e la DeVos Graduate School of Management è stata creata. 
Un programma congiunto con l'Hotel Institute Montreux è stato istituito nel 2001 per unire le tradizioni di ospitalità svizzere con le pratiche di gestione americane. La scuola, situata a Montreux, in Svizzera, è stata la prima impresa internazionale della Northwood University. 
I centri del programma University College sono stati ampliati per un totale di quaranta sedi in otto stati e sono stati avviati centri di programmi in Bahrain, Malaysia, Repubblica popolare cinese, Sri Lanka e Svizzera. 
Nell'ottobre del 2007, Keith A. Pretty è stato nominato terzo presidente e amministratore delegato di Northwood.
L'università ha quattro programmi internazionali congiunti, di cui uno, avviato nel 2001, con l'Hotel Institute Montreux di Montreux in Svizzera.
Nel 2014, la Northwood University ha sospeso le proprie attività residenziali nella sede del Texas, aperta nel 1968. 
Nel luglio del 2015 l'università ha venduto la propria sede, inaugurata nel 1984,  di West Palm Beach in Florida alla Keiser University come parte di una ristrutturazione.